# Naxçıvan Tepe

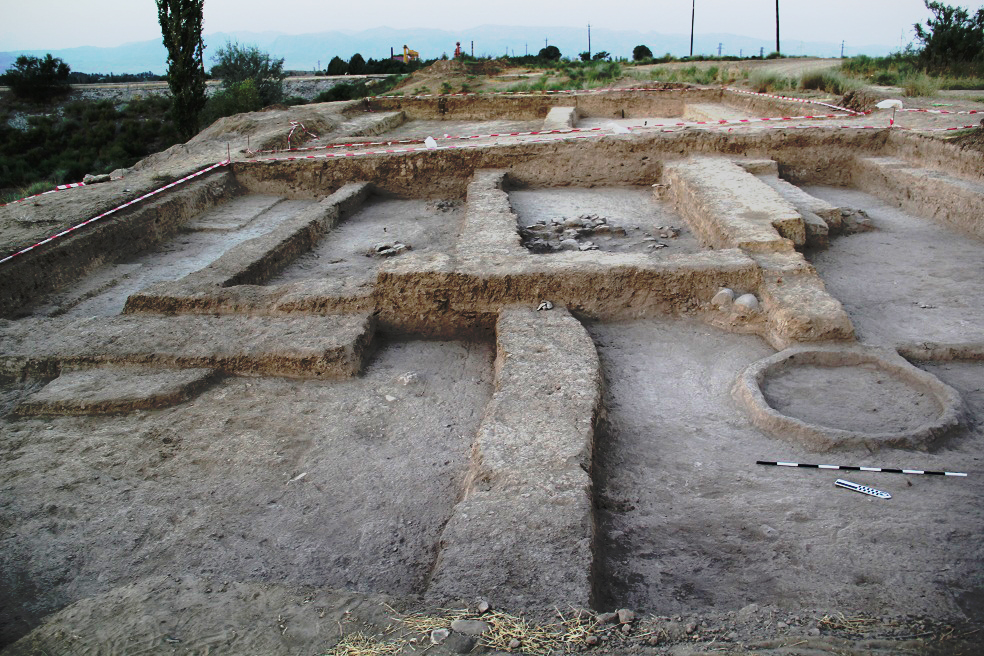
Naxçıvan Tepe

Naxçıvan Tepe - un'antica città situata nella città di Naxçıvan, Repubblica Autonoma di Naxçıvan, Azerbaigian. La città si trova sulla cima di una collina naturale nella valle del Naxçıvançay. L'insediamento risale almeno al V millennio a.C.

## Ricerca
Le ricerche archeologiche in Naxçıvan Tepe sotto la direzione di Veli Bakhshaliyev Filiale del Naxçıvan dell'Accademia Nazionale delle Scienze dell'Azerbaigian è iniziata nel 2017.
L'esistenza di connessioni tra le culture del Transcaucasia e del Medio Oriente (compresa la Mesopotamia ) ha attirato l'attenzione dei ricercatori per molti anni. Ricercatori come RM Munchayev, OA Abibullayev, IG Narimanov, TI Akhundov e altri hanno parlato e della distribuzione di culture dal Medio Oriente nel Transcaucasia. Sebbene reperti separati abbiano l'esistenza di questi collegamenti, sono stati confermati da un complesso di materiali archeologici, tra cui quello di Naxçıvan Tepe, caratterizzato da Dalma Tepe ceramica, un assemblaggio culturale che è stato trovato per la prima volta nel Transcaucasia nel sito.
I primi coloni di Naxçıvan Tepe usarono stanze che furono in parte scavate nel terreno e in parte costruite con mattoni di fango. Stanze di questo tipo sono state scoperte anche negli scavi degli insediamenti Ovçular Tepesi e Yeni Yol . I resti di carbone sono rari, nonostante gli abbondanti accumuli di cenere. Ciò dimostra che il legno veniva usato molto raramente come combustibile. La maggior parte dei materiali archeologici del sito sono ceramiche e scaglie di ossidiana, ma ci sono anche alcuni strumenti. Gli oggetti più rari includono una mola, un prodotto di selce e uno strumento per ossa. La maggior parte degli strumenti è di ossidiana, tra cui alcune lame per falce, che forniscono alcune informazioni sul carattere dell'economia.
Le ossa di animali mostrano che gli abitanti generalmente si dedicano all'allevamento di piccoli bovini. La caccia ha preso un posto insignificante nell'economia. Le ossa di cavalli e cani sono rappresentate da singoli esempi. Non sono stati trovati resti botanici. Negli strati di insediamento, i resti di carbone sono insignificanti e lavare i resti di cenere da vari focolari non ha prodotto risultati. Gli archeologi sperano che questo tipo di ricerca in futuro rivelerà informazioni sull'economia di Naxçıvan Tepe.